# Piet Van Engelen

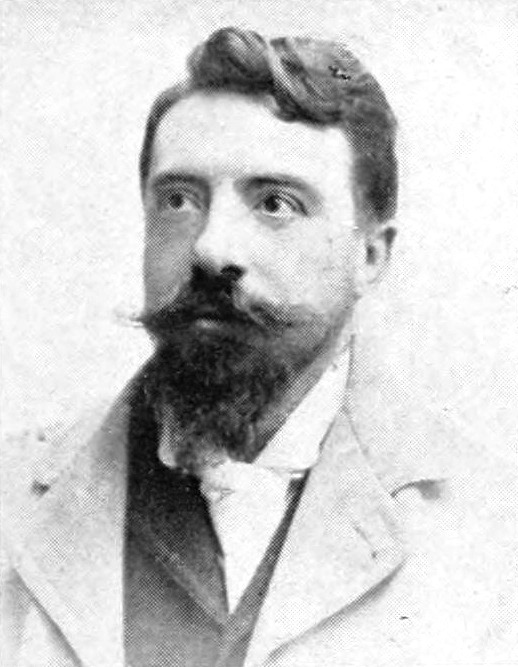
Piet Van Engelen

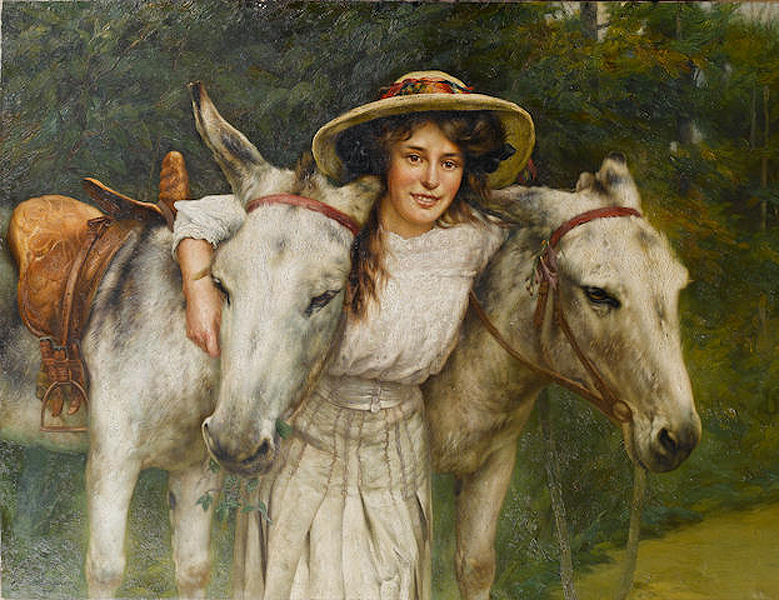
Freundschaft

Piet Van Engelen (* 12. Mai 1863 in Lier; † 17. Oktober 1924 in Antwerpen) war ein belgischer Tiermaler, jüngerer Bruder von Louis Van Engelen (1856–1941).
Van Engelen studierte an der Académie royale des beaux-arts de Liège bei P. Drion sowie an der Koninklijke Academie voor Schone Kunsten van Antwerpen bei Charles Verlat.
Er war Mitglied der flämischen Vereinigung junger Künstler „Als Ik Kan“. 1894 schuf er für die Weltausstellung „Oud Antwerpen“ gemeinsam mit Robert Mols (1848–1903) ein Gemälde zum Thema Kongo. Er malte viele Wandbilder. 1897 wurde er zum Professor an der Akademie von Antwerpen berufen.